# Concarneau
Concarneau (bretonsko Konk-Kerne) je pristaniško mesto in občina v severozahodnem francoskem departmaju Finistère regije Bretanje. Mesto je leta 2008 imelo 20.796 prebivalcev.

## Geografija
Kraj leži v pokrajini Cornouaille ob izlivu reke Moros v zaliv Baie de la Forêt, 19 km jugovzhodno od Quimperja. Stari del mesta, Ville close, se nahaja na otoku v zalivu.

## Uprava
Concarneau je sedež istoimenskega kantona, v katerega je poleg njegove vključena še občina Trégunc / Tregon s 25.810 prebivalci.
Kanton Concarneau je sestavni del okrožja Quimper.

## Zanimivosti
- staro mestno jedro na otoku Ville close,
- ribiški muzej,
- biološka postaja Marinarium,
- cerkev sv. Gwenola Landévenneškega,
- neogotski dvorec Château de Kériolet iz druge polovice 19. stoletja.

## Pobratena mesta
- Bielefeld (Severno Porenje - Vestfalija, Nemčija),
- Mbour (Senegal),
- Penzance / Pensans (Cornwall, Anglija, Združeno kraljestvo).